# 高カロリー輸液
高カロリー輸液（こうカロリーゆえき、Total Parenteral Nutrition、TPN）は中心静脈カテーテルから投与する輸液の一種である。完全静脈栄養とも呼ばれる。末梢静脈カテーテルから投与する栄養輸液は末梢静脈栄養（Peripheral Parenteral Nutrition、PPN）と呼ばれる。TPNとPPNを併せて静脈栄養（Parenteral nutrition）と呼ぶ。
1960年代後半に開発された。高濃度のブドウ糖を含むことが多く、中心静脈経路から投与が原則となる消耗性疾患や消化器疾患などで長期間、経口摂取が出来ない時に使用する。IVH(Intravenous Hyperalimentation)とも呼び、在宅で高カロリー輸液を受ける時は在宅中心静脈栄養 (HPN: Home Parenteral Nutrition) とも呼称する。
1997年に、死亡を含む重症例が相次ぎ、厚生省がビタミンB1を投与するという通達を出した。
近年は、TPNに伴う合併症が問題視され、極力TPNを回避して経腸栄養や末梢静脈カテーテルを用いる末梢静脈栄養が行われるようになってきている。

## 経緯
1968年、アメリカ合衆国の外科医スタンリー・ダドリックによって開発され、経口栄養のできない重症患者の長期管理に革命的な影響を与えた。なお、当時ダドリックは一介の外科レジデントに過ぎなかった。
通常の末梢血管への輸液では、ことに高濃度ブドウ糖の使用によって血管炎を引き起こすリスクがある為、生命維持に必要なだけのエネルギーをそれだけで充分供給することが困難であった。つまり、大手術などで、2〜3週間以上のスパンで患者の経口摂取ができない場合、その疾患自体でなく、異化亢進による栄養失調によって、患者が衰弱していくことになる。
この問題を解決する為にダドリックは、通常は点滴を行わないような太い静脈（いわゆる中心静脈…通常は鎖骨下静脈、内頸静脈、大腿静脈の身体表層の静脈が用いられる）をあえて輸液ラインとして確保することを試みた。これにより、血液による希釈が起き、血管炎を起こさずに、高濃度のブドウ糖を患者へ投与することが可能になった。
この新技術により、時には1年以上にもわたり、患者を経口の栄養摂取なしで生存させることができる。TPNは、周術期や慢性疾患の患者にとっては大変な福音となった。ただし、重症患者の管理に新たな倫理的問題をもたらした面も否定できない。

## 使用
高濃度のブドウ糖を含むことが多く、中心静脈経路から投与が原則となる。消耗性疾患や消化器疾患などで長期間、経口摂取が出来ない時に使用する。消化管が使用可能であれば、胃瘻を用いるなど、経腸栄養 (EN : Enteral Nutrition) に切り替えて行く。

## 輸液内容
栄養の3大要素である、糖質・アミノ酸をバランス良く含んだ上でビタミンや微量元素を加えた物である。さらに脂質についても配合した製剤も上市されている。しかし、脂肪製剤は別途に末梢から投与する場合が多い。栄養が多い分、高浸透圧で組織障害性があり末梢血管では血管炎を起こすので中心静脈から投与する。
十分な栄養を投与する為に高濃度のブドウ糖（100g〜250g）とアミノ酸（20g〜40g）が800ml〜1000mlに含まれる様に調整する。糖とアミノ酸はメイラード反応を起こし変成するので、二室式と言って一つのバックの中央を圧着してあり押し破って混合する製剤が主流である。さらにビタミンを入れた小部屋を持つ三室式の製剤もある。メイラード反応を防ぐ工夫を施した一室式の製剤もある。以前は別々の瓶に入った糖とアミノ酸を一つのバックに入れていた。その場合は特に慎重に調合しないと病原体が輸液に混じて敗血症を起こし易い。施設によっては、無菌ドラフトで薬剤師が調合する場合もある。

## 副作用
誕生から10年経たない1975年には、ビタミンB1を配合しない製剤を用いて、ウェルニッケ＝コルサコフ症候群（ビタミンB1欠乏症の一つ）や代謝性アシドーシスが起こることが報告された。ビタミンB1の不足は脚気にもつながる。訴訟ともなった。その背景には、保険診療でビタミン剤の査定が多く行われていた時期があった。訴訟により査定は緩くなり、ビタミン剤があらかじめ配合された製剤も上市される様になった。
死亡を含む重症例が相次ぎ、1991年に厚生省は『緊急安全性情報』を出し調査を開始し、当初は輸液成分が疑われたが、症例の蓄積により1997年に、厚生省が輸液にビタミンB1を投与する通達を出した。
その後、ビタミンB1が投与されていたにもかかわらず発症するアシドーシスが報告された。一時期は、フルクトースの急速な代謝が原因であるという説が提唱された。しかし、副作用報告の発生時期が、アミノ酸液と糖液を同時に混合した製剤の上市時期以降に多かったことから、製剤の滴定酸度に焦点があてられた。当初は添加された有機酸（酢酸）の代謝遅延が原因であるとする説が報告されたが、その後、杉浦らによる動物実験と、ランダム化比較研究により、高い滴定酸度の原因となる酸の種類が問題であることが報告された。つまり、酢酸や乳酸等の有機酸は体液の酸塩基平衡には影響せず、メイラード反応を抑制する為に添加されたpH調整酸としての塩酸が原因であることが解明された。
長期間TPNを使うと必須脂肪酸や、鉄・亜鉛・セレンやマンガンといった微量元素も不足するので、脂肪製剤やミネラルの補充も行う。ミネラルについては過量投与で脳に沈着する副作用も報告されている。
- 高濃度のブドウ糖液が投与されるので、糖尿病患者以外にも、事前に耐糖能障害の有無が明確でない症例、感染や侵襲がきっかけとなる外科的糖尿病の症例で、高血糖を来し、糖尿病性昏睡:高浸透圧性昏睡や糖尿病性ケトアシドーシスを起こす場合も報告されている。低濃度の製剤から血糖をみながら順に移行し、躊躇わずにインスリンを使用して血糖をコントロールするべきである。高血糖を放置すると易感染性となり、また脱水を来すなど、全身状態の悪化を招く。
- 腎障害や肝不全を来している場合は別の配慮が必要である。腎障害では高尿素血症が起きない様にアミノ酸製剤を少なくする他、元々酸塩基平衡が保たれていない例が多くアミノ酸は酸なのでアシドーシスが助長される場合もある。肝性脳症を来し易い時は分枝鎖アミノ酸 (BCAA) を用い芳香族アミノ酸(AAA)を減らしてFischer比を保つ。
- 場合によってはアナフィラキシーショックを起こす事例もある事が判明した為、アレルギー体質の患者や病気により極端に体力が落ちている場合等には意識障害等を引き起こす事がある事を留意する必要と説明が必要である。また、このような症状が出た場合は早急に投与を中止してそちらの治療をもしなければならない。